# The Tymes
The Tymes was een Amerikaanse soul-zanggroep uit de jaren 1960 en 1970 die evenveel succes genoten in het Verenigd Koninkrijk als in hun thuisland. Ze zijn een van de weinige acts met slechts één hit in zowel de Verenigde Staten als het Verenigd Koninkrijk met verschillende nummers.

## Oprichting en carrière
De groep werd geformeerd in Philadelphia in 1956 als The Latineers door Donald Banks (bas), Albert Berry (eerste tenor), Norman Burnett (bariton) en George Hilliard (tweede tenor). Na een periode van vier jaar in het clubcircuit van Philadelphia rekruteerden ze in 1960 de nieuwe zanger George Williams en veranderden hun naam in The Tymes.
De Tymes hadden in de jaren 1960 hits in het Verenigd Koninkrijk met nummers als So Much in Love, een Amerikaanse hittopper en een miljoenenseller in 1963, Wonderful! Wonderful! (een remake van de Johnny Mathis-klassieker uit 1957), Somewhere, daarna in de jaren 1970 met You Little Trustmaker en Ms Grace. De laatste werd de grootste hit van de groep in het Verenigd Koninkrijk en bereikte in 1975 de nummer één in de UK Singles Chart in, maar haalde nauwelijks de Billboard Hot 100, lang na het succes van So Much in Love. Ms Grace, hoewel slechts een bescheiden hit in de Verenigde Staten, was en blijft een regionale hit in het Carolina Beach muziekcircuit. In 1976 werden Albert Berry en George Hilliard vervangen door de zangeressen Terri Gonzales en Melanie Moore. Gonzales nam later een soloalbum op met Nile Rodgers, terwijl Moore als sessiezanger werkte met Kleeer en artiesten als Chaka Khan.
De Tymes waren ook The Jewels (uiteraard niet te verwarren met de r&b-meidengroep The Jewels), zoals in Billy Abbott & The Jewels, wiens enige Hot 100- en Cashbox Top 100-inzending Groovy Baby was in juli 1963.
In 1963 contracteerde American Bandstand The Tymes voor de nationale Amerikaanse tournee Caravan of Stars van Dick Clark.

### Latere carrière
Hun lied So Much in Love werd in 2001 verkozen tot de «Songs of the Century». In 2005 werden The Tymes opgenomen in de Vocal Group Hall of Fame. The Tymes blijven optreden met de overlevende oorspronkelijke leden Berry en Burnett. De groep verscheen in 2003 op de PBS-special My Music: Love Songs of the 50s en 60s, een van de laatste keren dat alle vijf de oorspronkelijke leden live optraden.

## Discografie

### Singles
- 1963:	So Much in Love
- 1963:	Wonderful! Wonderful!
- 1963:	Somewhere
- 1963: Isle of Love
- 1964: The Twelfth of Never
- 1964: With All My Heart
- 1964:	To Each His Own
- 1964:	The Magic of Our Summer Love
- 1964:	Here She Comes
- 1966: Pretend
- 1966: A Touch of Baby
- 1967: This Time It's Love
- 1968:	People
- 1969: God Bless the Child
- 1969: If You Love Me Baby
- 1970: Most Beautiful Married Lady
- 1971: She's Gone (met George Williams)
- 1971: Someone to Watch Over Me (met George Williams)
- 1974:	You Little Trustmaker
- 1974:	Ms. Grace
- 1975: Someway, Somehow I'm Keepin' You
- 1976:	God's Gonna Punish You
- 1976:	It's Cool
- 1976: Only Your Love
- 1977: Savannah Sunny Sunday
- 1977: How Am I to Know (The Things a Girl in Love Should Know)

### Albums
- 1963:	So Much in Love
- 1963:	The Sound of the Wonderful Tymes
- 1963: To Each His Own
- 1964:	Somewhere
- 1969: People
- 1975:	Trustmaker
- 1976:	Tymes Up
- 1976: Turning Point
- 1977: Diggin' Their Roots
- 2007: Tymes

### Compilaties
- 1974: Best of Tymes
- 1978: Cameo-Parkway Sessions
- 1995: Anthology
- 1997: Great Soul Hits
- 2000: Greatest Hits
- 2003: The Unforgettable Music of …
- 2004: Ms. Grace
- 2005: The Best of the Tymes (1963–1964)